# سنقرآباد (چهارباغ)
سنقرآباد،مرکز دهستان چهاردانگه و روستایی از توابع بخش مرکزی شهرستان چهارباغ در استان البرز ایران است.
دسترسی اصلی این روستا از سهیلیه میباشد.

## جمعیت
براساس سرشماری مرکز آمار ایران در سال ۱۳۹۵، جمعیت آن ۱،۷۷۷ نفر (۵۶۴ خانوار) بوده‌است.

## نگارخانه

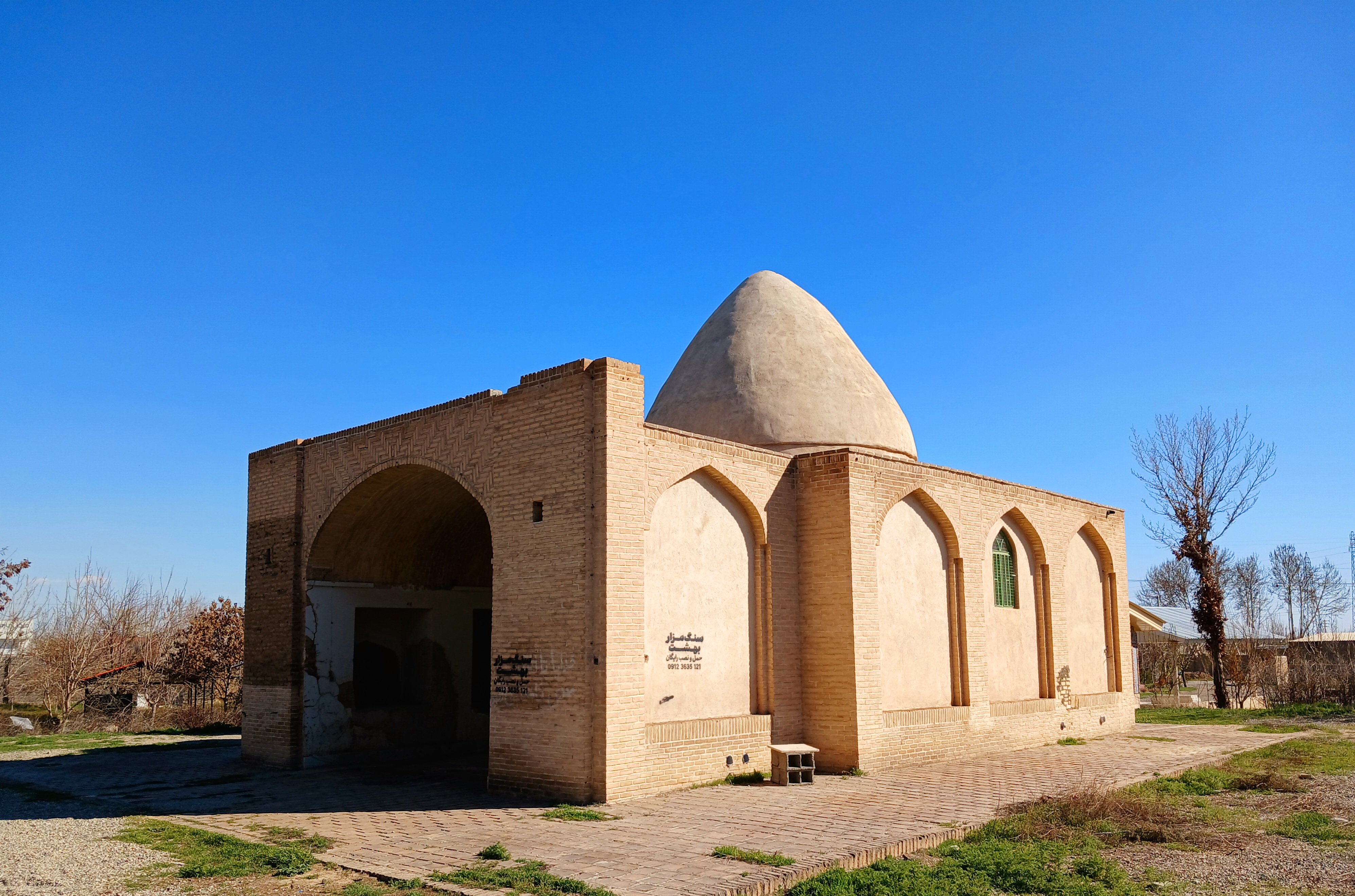
نمای آرامگاه امامزاده بی بی سکینه واقع در روستا از سمت شمال
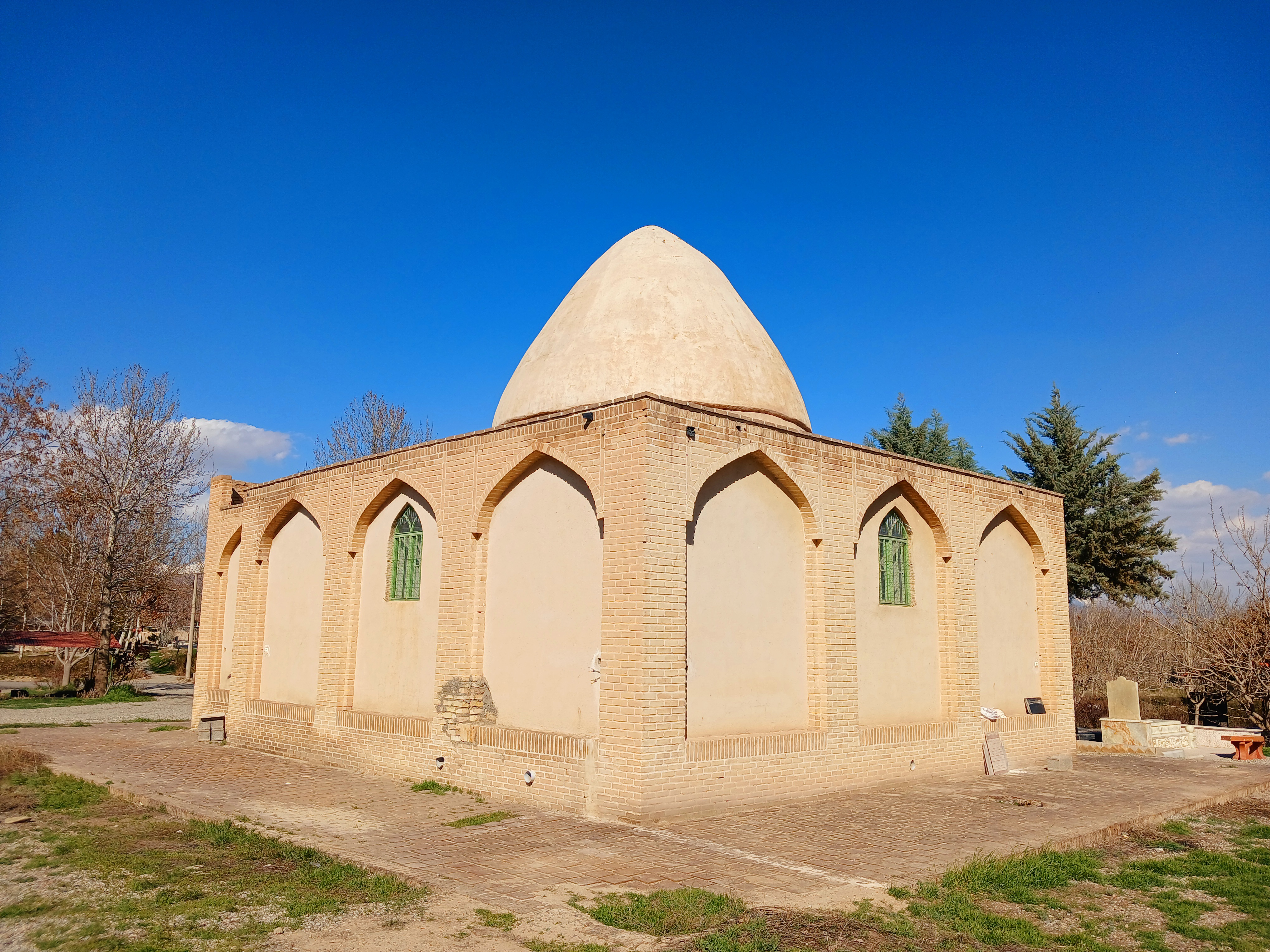
نمای امامزاده از سمت جنوب